# Salvador de Iturbide y Marzán

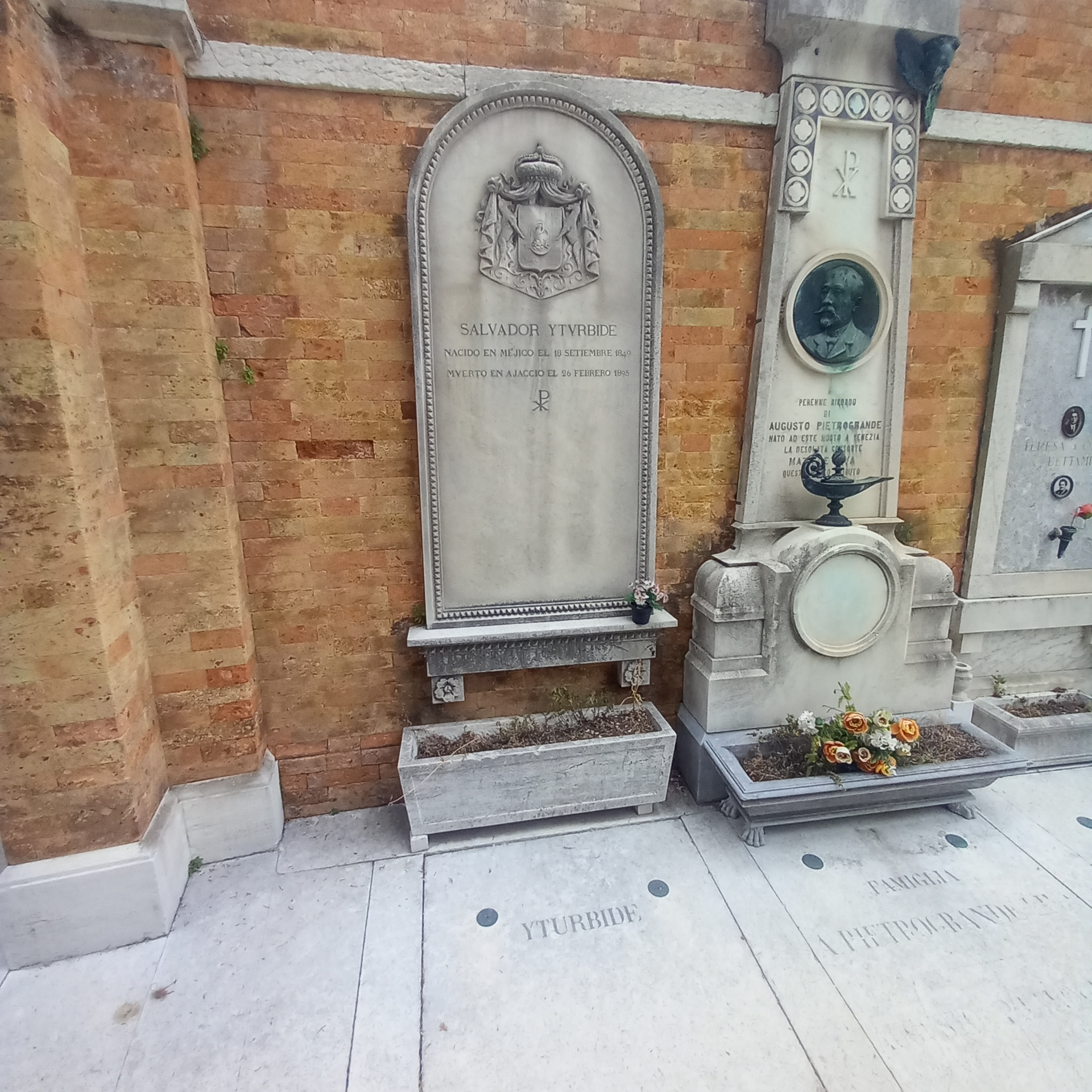
Tumba de Salvador de Iturbide y Marzán en el cementerio de Isla de San Michele en Venecia

Salvador Agustín Francisco de Paula de Iturbide y Marzán (Ciudad de México, 18 de septiembre de 1849-Ajaccio, Córcega; 26 de febrero de 1895) fue un noble mexicano, nieto de Agustín de Iturbide, primer emperador del México independiente. Junto con su primo, Agustín de Iturbide y Green, fue adoptado por Maximiliano I, segundo emperador de México, con la intención de unificar las dinastías de los dos imperios mexicanos, en la figura del denominado «Príncipe de Iturbide».

## Biografía
Salvador de Iturbide y Marzán nació el 18 de septiembre de 1849 en la Ciudad de México, hijo de Salvador de Iturbide y Huarte (tercer hijo varón de Agustín de Iturbide) y María del Rosario Marzán y Guisasola. 
Cuando Maximiliano de Habsburgo fue nombrado segundo emperador de México se puso en contacto con la familia Iturbide, que estaba exiliada. Según José Luis Blasio, secretario particular de Maximiliano, este consideraba que lo mejor para México era una monarquía hereditaria; como él y Carlota no tenían descendencia, decidió «adoptar» a dos nietos de Agustín de Iturbide, Salvador y su primo Agustín de Iturbide y Green. Aunque no fue una adopción real, sino una especie de contrato donde Maximiliano obtenía la curatela y tutela de los niños en conjunto con Josefa de Iturbide y Huarte. Este acuerdo se firmó en el castillo de Chapultepec el 9 de septiembre de 1865.
El 13 de septiembre de 1865, con la intención de unificar las dinastías de los dos imperios mexicanos en la figura del «Príncipe de Iturbide» y así garantizar el futuro del imperio, Maximiliano les otorgó por decreto el título de príncipe de Iturbide y el tratamiento de Su Alteza, que fueron oficiales tras su publicación en el Diario del Imperio el 16 de septiembre de 1865. El pequeño Agustín permaneció en el castillo de Chapultepec y Salvador fue enviado a París a continuar sus estudios al cuidado del embajador José Hidalgo, hasta que se trasladó a Hungría en 1867. Tras la muerte de Maximiliano, su hermano, el emperador Francisco José I de Austria, le otorgó una pensión de 10 000 francos y el título de «Príncipe austriaco»
Salvador se casó con la baronesa Gizella Mikos de Tarrodhaza el 21 de junio de 1871 en el castillo de Mikos en Hungría; tuvieron una hija, que llamaron María Josefa Sofía. Salvador permaneció en Europa y llegó a formar parte del ejército del sumo pontífice. Falleció el 26 de febrero de 1895 en Ajaccio, Córcega, y fue sepultado en el cementerio del Lido de Venecia. María Josefa Sofía de Iturbide y Mikos quedó como heredera al trono de México y la Jefatura de la Casa Imperial al morir Agustín de Iturbide y Green sin descendencia en 1925.

## Decreto
El emperador Maximiliano de Habsburgo decretó el 16 de septiembre de 1865 lo siguiente:

- Art 1°. Se concede el título vitalicio de «Príncipes de Iturbide» a Don Agustín y Don Salvador, nietos del Emperador Agustín de Iturbide, así como también a su hija Doña Josefa de Iturbide.
- Art 2°. Los Príncipes mencionados en el artículo anterior, tendrán el tratamiento de Alteza, y tomarán rango después de la familia reinante.
- Art 3°. Este título no es hereditario, y en el evento de que los mencionados príncipes tuvieran sucesión legítima, el Emperador reinante o la Regencia se reservarán la facultad de conceder el expresado título, en cada caso, a aquel o aquellos de sus sucesores que estimaren convenientes.
- Art 4°. En virtud de los arreglos celebrados con los miembros de la familia Iturbide, el Emperador toma desde hoy a su cargo la tutela y curatela de los mencionados príncipes Agustín y Salvador de Iturbide, nombrando co-tutora a la Princesa Josefa de Iturbide.
- Art 5°. El escudo de armas que usarán los mencionados Príncipes, será el antiguo de su familia, con manto y corona de Príncipe, y teniendo por soporte a los dos lobos rampantes del mismo escudo de su familia, concediéndoles por gracia especial el uso del Escudo Nacional en el centro del mencionado blasón, según el diseño que se acompaña.
- Art 6°. Los príncipes de Iturbide tendrán derecho de usar la escarapela nacional sin flama, y el botón con su corona de Príncipe.